# Transitique
La transitique signifie la logistique interne d'une entreprise, et l'ensemble des opérations permettant le convoyage, le transfert et la manutention de matières, de produits et d'information. La transitique est un des aspects de la productique. C'est la science des moyens de logistique internes à un site de production ou de distribution. Les systèmes transitiques sont les moyens et solutions mise en œuvre afin de répondre à un flux spécifique et organisé permettant une gestion et une traçabilité des opérations et traitements dans un atelier, une usine ou un centre de distribution logistique.
La transitique concerne :
1. Les systèmes de manutention classiques (chariots à fourche...),
2. Les convoyeurs divers (à chaîne, à rouleaux, à corde...) au sol ou aériens...
3. Les chariots filo-guidés,AGV, et systèmes de manutentions plus complexes
4. Les magasins de stockage manuels et automatiques...
5. Les machines de tri et de préparation de commande / picking / prélèvement de marchandises / produits

Elle englobe aussi les systèmes d'identification automatiques, permettant de gérer, piloter le flux des composants et produits, des outillages. (étiquettes magnétiques, radio-étiquettes, codes-barres...). Il s'agit de tous les moyens permettant l'identification et le suivi des informations dans l'entreprise.
L'informatique entrant enfin en production, les moyens de pilotage des machines sont étendus à la supervision du flux physique.

## Exemples
Exemple de système de gestion de flux physique non informatisé: le Kanban.